# Sakata (peuple)
Pour les articles homonymes, voir Sakata.
Les Sakata est une population de langue bantoue d'Afrique centrale vivant au centre-sud (dans la province du Maï Ndombe) de la République démocratique du Congo, ils font partie du grand groupe des Anamongo

## Ethnonymie
Selon les sources et le contexte, on observe plusieurs variantes : Basakata, Lesa, Sakatas.

## Langues
Leur langue est le sakata, une langue bantoue, dont le nombre de locuteurs était estimé à 75 000 en 1982, mais le lingala est également utilisé.

## Culture

Statuettes nswo
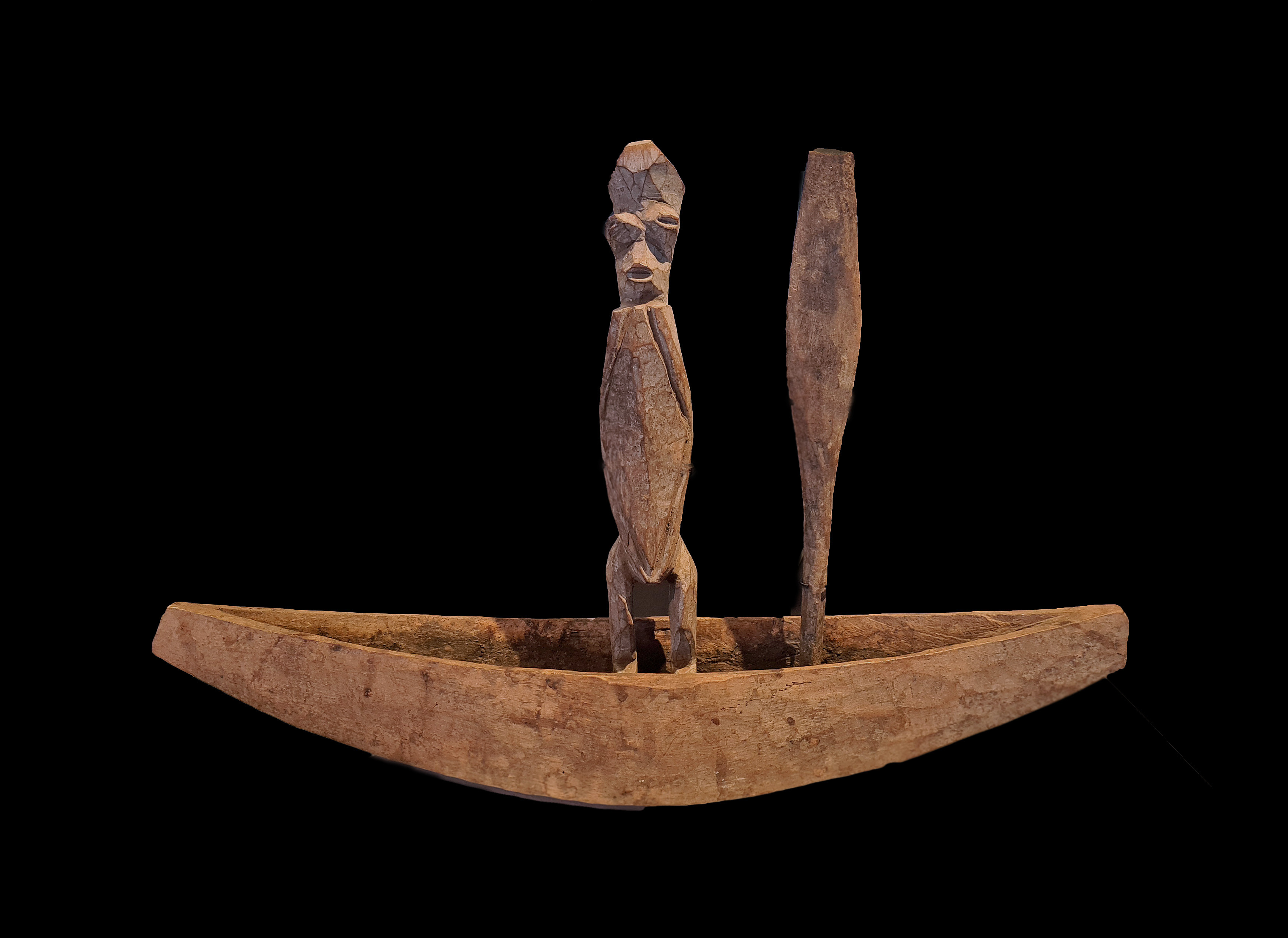
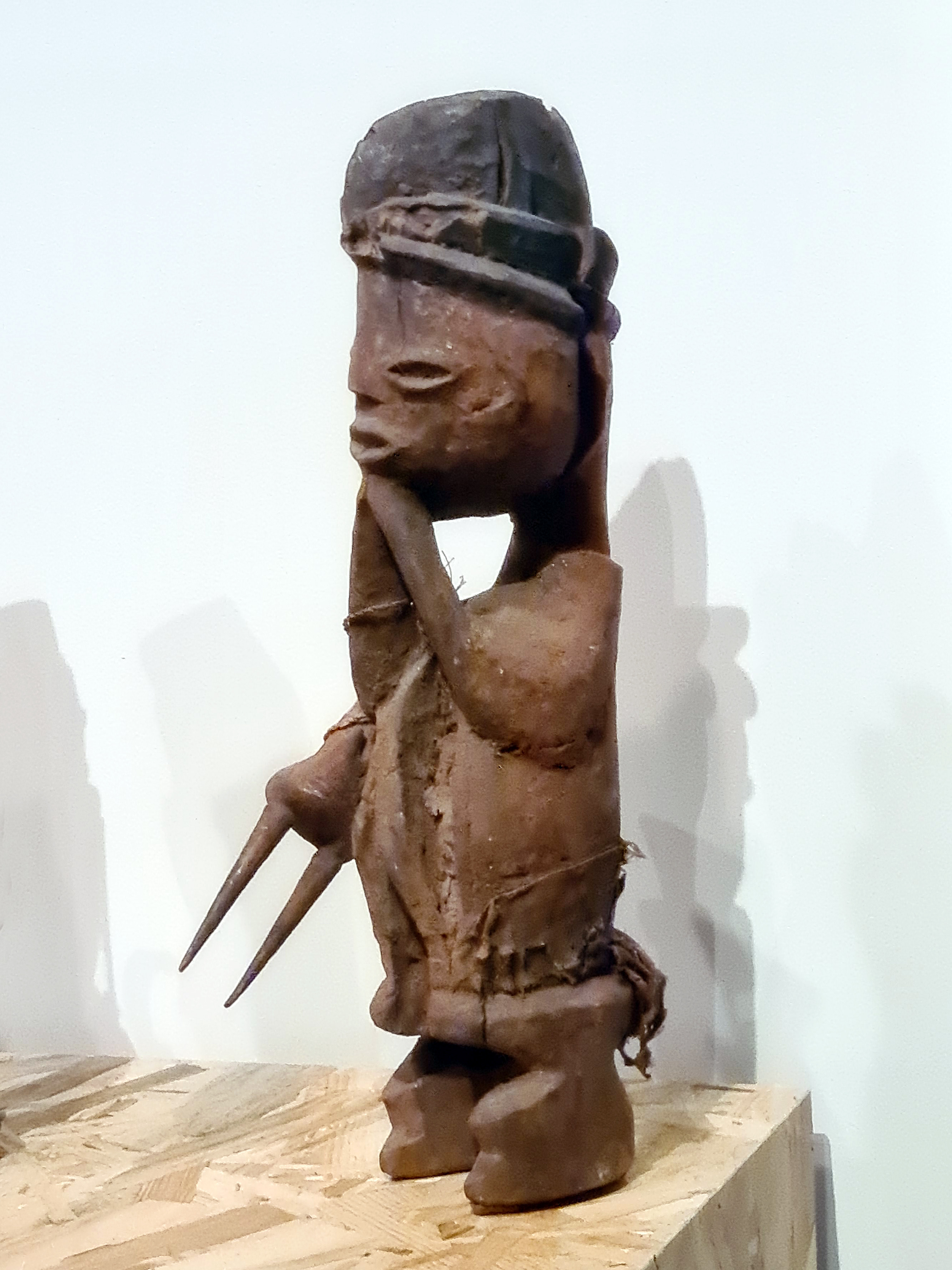